# Librazhd (stad)
Librazhd ([libɾaʒd]; bepaalde vorm: Librazhdi) is een stad (bashki) in Oost-Albanië. De stad telt 32.000 inwoners (2011) en ligt in de prefectuur Elbasan tegen de grens met Noord-Macedonië.
Librazhd is een regionaal centrum met enige beperkte gezondheids- en onderwijsfaciliteiten. De stad ligt op de rechteroever van de Shkumbinrivier, tussen prefectuurshoofdplaats Elbasan in het zuidwesten en de Macedonische grens in het oosten.

## Bestuurlijke indeling
Administratieve componenten (njësitë administrative përbërëse) na de gemeentelijke herinrichting van 2015 (inwoners tijdens de census 2011 tussen haakjes):
Hotolisht (5706) • Librazhd (6937) • Lunik (2621) • Orenjë (3883) • Polis (3385) • Qendër Librazhd (8551) • Stëblevë (809).
De stad wordt verder ingedeeld in 53 plaatsen: Arrëz, Babje, Ballgjin, Borovë, Buzgarë, Çerçan, Dardhë, Dorëz, Dragostunjë, Dranovicë, Floq, Funarës, Gizavesh, Gostimë, Gurakuq, Gurëshpatë, Hotolisht, Kokrevë, Koshorisht, Kostenjë, Kuturman, Letëm, Librazhd Katund, Librazhd Qëndër, Librazhd, Llangë, Lunik, Marinaj, Merqizë, Mëxixë, Mirakë, Moglicë, Neshtë, Orenjë, Polis, Prevall, Prodan, Qarrishtë, Rinas, Sebisht, Semes, Sheh, Spathar, Stëblevë, Togëz, Vehçan, Vilan, Vulçan, Xhyrë, Zabzun, Zdrajsh Verri, Zdrajsh, Zgosht.

## Economie
In de communistische periode was Librazhd vooral bekend vanwege de wijn en andere alcoholische dranken die er werden geproduceerd. Vandaag de dag blijft daarvan niet veel meer over. Als regionaal centrum leeft de stad voornamelijk van diensten, handel, overheid en doorgaand verkeer.

## Sport
Voetbalclub KS Sopoti speelt in de Kategoria e Dytë, de derde nationale klasse van Albanië. De vereniging heeft haar thuisbasis in het Stadiumi Sopoti, dat plaats biedt aan 6500 toeschouwers.